# 알레시 무시치

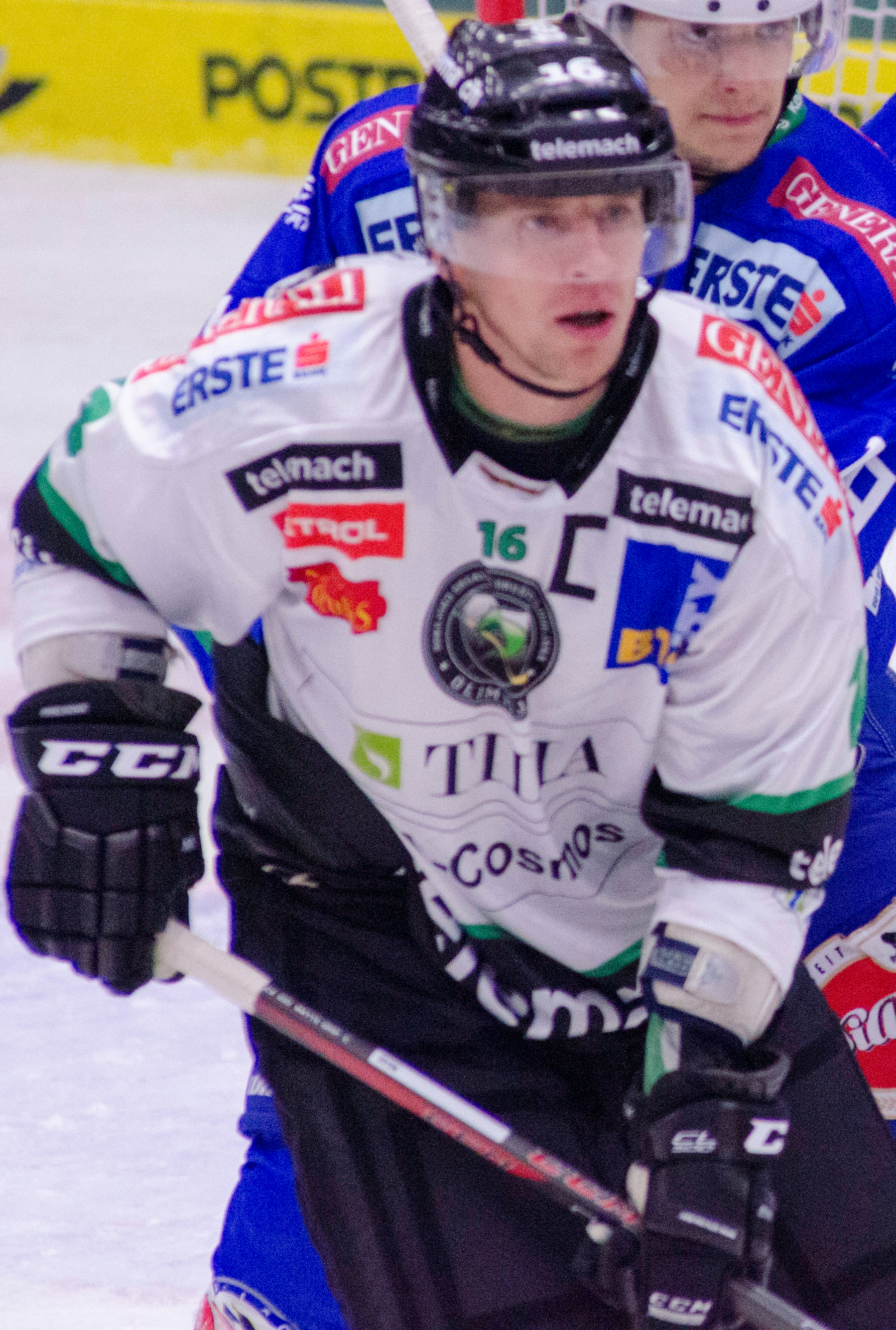
2013년 경기 중인 무시치

알레시 무시치(슬로베니아어: Aleš Mušič, 1982년 6월 28일~)는 슬로베니아의 아이스하키 선수로 포지션은 레프트윙과 센터이다. HDD 올림피야 류블랴나에서 대부분의 선수 경력을 보냈으며 슬로베니아 리그 우승 11회를 달성했다. 국제 대회에서는 슬로베니아 대표팀 선수로 뛰었으며 2014년과 2018년 동계 올림픽에 슬로베니아 국가대표로 참가하였다.

## 클럽 경력
슬로베니아의 수도인 류블랴나에서 태어났다. 2000년에 HK 마르츠 인테리에리의 유소년팀에 입단하여 선수 생활을 시작했다. 그러나 팀이 곧 해체되어 류블랴나를 연고로 하는 슬로베니아 아이스하키 리그의 팀인 HDD 올림피야 류블랴나 유소년팀에 입단했다. 2001년에 HDD 올림피야 류블랴나의 1군 팀원이 되었으며 2006-2007년 시즌에 올림피야 류블랴냐가 오스트리아의 프로 아이스하키 리그인 에르스테 방크 아이스하키 리가의 소속팀으로 참가하게 되면서 클럽의 주요 선수 중 한 명으로 거듭났다. 2011-12 시즌 부터 팀의 주장이 된 무시치는 류블랴나의 선수로서 리그 11회 우승에 공헌했다.
2022년에 현역 은퇴를 선언했으며 같은 해 10월 2일에 등번호 16번은 올림피야 류블랴나의 영구 결번으로 지정되었다.

## 국가대표팀 경력
2001년에 슬로베니아 U-20 국가대표팀의 일원으로 활동했고, 2001년, 2002년에 주니어 세계 선수권대회에 참가했다. 2008년부터 성인 대표팀에 발탁되어 2014년 소치 올림픽에도 슬로베니아 아이스하키 국가대표팀의 일원으로 참가했다.